# تلمبة شهيد بهشتي (دشتاب)
تلمبة شهید بهشتي (بالإنجليزية: Tolombeh-ye Shahid Beheshti, Baft)‏ هي مستوطنة تقع في إيران في قسم دشتاب الريفي. يقدر عدد سكانها بـ 22 نسمة .